# Liberty Seguros Continental
Liberty Seguros fue un equipo ciclista portugués de categoría Continental que disputaba los Circuitos Continentales UCI (fundamentalmente el UCI Europe Tour). En el pelotón profesional desde 1997, desapareció en 2009 como consecuencia de un triple caso de dopaje y la consiguiente retirada del patrocinador.
Los patrocinadores principales del equipo fueron LA Aluminios (1997-2006) y Liberty Seguros (2007-2009), con Pecol y el propio Liberty Seguros como copatrocinadores en diversas temporadas, por lo que el nombre del equipo tuvo diversas modificaciones durante sus trece temporadas de existencia.

## Historia del equipo

### Creación y primeros años
El equipo se fundó para la temporada 1997 con el patrocinio de las empresas portuguesas LA Aluminios y Pecol. El conjunto se convirtió en uno de los más importantes del pelotón luso, desarrollándose una estrecha rivalidad con el Maia, la otra gran formación portuguesa.
El equipo participó en la Vuelta a España 2000, en la que Andréi Zinchenko logró el 10 de septiembre la victoria de etapa en la 14.ª etapa con final en los Lagos de Covadonga, uno de los principales puertos de la ronda española. La victoria del ruso, ganador de tres etapas en 1998, significó la primera victoria de un equipo portugués en historia de la Vuelta, en una edición en la que el modesto equipo luso tuvo protagonismo en diversas escapadas con ciclistas como Rubén Oarbeaskoa.
En 2001 no fue invitado a participar en la Vuelta a España, por lo que prácticamente se limitó a correr el calendario portugués. El gran rival del equipo, el Milaneza-Maia, sí corrió la Vuelta (cosa que no había hecho el año anterior).
Tras la temporada 2004, Pecol dejó de ser copatrocinador del equipo, poniendo fin a la denominación LA-Pecol.

### Llegada de Liberty y adiós de LA
De cara a la nueva organización de los equipos ciclistas a partir de 2005, el equipo fue designado como de categoría Continental (por debajo de los ProTour y los Continentales Profesionales, primera y segunda categoría respectivamente). De cara a esa misma temporada se incorporó como segundo patrocinador la multinacional Liberty Seguros, como parte del acuerdo por el que los corredores de la estructura portuguesa Nuño Ribeiro y Sérgio Paulinho pasarían al equipo español Liberty Seguros-Würth de categoría ProTour dirigido por Manolo Saiz.
En 2006, como consecuencia de la Operación Puerto, Liberty Seguros retiró su patrocinio al equipo español de Saiz, pasando a ser el equipo portugués el único equipo patrocinado por la aseguradora.
En 2007 dejó de ser patrocinado por LA Aluminios (que formó otra estructura junto con MSS, antiguo Maia), pasando a denominarse únicamente Liberty Seguros.

### Dopaje y desaparición
El 18 de septiembre de 2009 se hizo público el positivo por CERA en la Vuelta a Portugal de los ciclistas Héctor Guerra, Isidro Nozal y Nuño Ribeiro. Liberty Seguros anunció que retiraba su patrocinio del equipo, obligando a sus ciclistas a retirarse de la competición que estaban disputando. El 21 de octubre la UCI anunció que el contraanálisis había confirmado los positivos de todos ellos. Ese triple caso de dopaje motivó la retirada de Liberty Seguros del patrocinio del equipo.

## Corredor mejor clasificado en las Grandes Vueltas
| Año  | Giro de Italia | Tour de Francia | Vuelta a España       |
| ---- | -------------- | --------------- | --------------------- |
| 1997 | -              | -               | -                     |
| 1998 | -              | -               | -                     |
| 1999 | -              | -               | -                     |
| 2000 | -              | -               | 27.º Andréi Zinchenko |
| 2001 | -              | -               | -                     |
| 2002 | -              | -               | -                     |
| 2003 | -              | -               | -                     |
| 2004 | -              | -               | -                     |
| 2005 | -              | -               | -                     |
| 2006 | -              | -               | -                     |
| 2007 | -              | -               | -                     |
| 2008 | -              | -               | -                     |
| 2009 | -              | -               | -                     |

## Material ciclista
El equipo utilizó bicicletas Masil (1997-2004) y Specialized (2005-2009) durante sus años de existencia.

## Clasificaciones UCI
La Unión Ciclista Internacional elaboraba el Ranking UCI de clasificación de los ciclistas y equipos profesionales.
Hasta el año 1998, la clasificación del equipo y de su ciclista más destacado fue la siguiente:
A partir de 1999 y hasta 2004 la UCI estableció una clasificación por equipos divididos en tres categorías (primera, segunda y tercera). La clasificación del equipo fue la siguiente:

## Plantilla
Para años anteriores, véase Plantillas del Liberty Seguros Continental

### Plantilla 2009
| Nombre                 | Nacimiento | Nacionalidad | Equipo 2008     |
| Hernani Broco          | 13/06/1981 | Portugal     | Liberty Seguros |
| Filipe Cardoso         | 15/05/1984 | Portugal     | Liberty Seguros |
| Manuel Antonio Cardoso | 07/04/1983 | Portugal     | Liberty Seguros |
| Vitor Goncalves        | 26/08/1982 | Portugal     | Liberty Seguros |
| Héctor Guerra          | 06/08/1978 | España       | Liberty Seguros |
| António Jesus          | 20/01/1984 | Portugal     | Liberty Seguros |
| José Mendes            | 24/04/1985 | Portugal     | Benfica         |
| Carlos Nozal           | 15/05/1981 | España       | Liberty Seguros |
| Isidro Nozal           | 18/10/1977 | España       | Liberty Seguros |
| Edgar Pinto            | 27/08/1985 | Portugal     | Benfica         |
| Rubén Plaza            | 29/02/1980 | España       | Benfica         |
| Nuño Ribeiro           | 09/09/1977 | Portugal     | Liberty Seguros |
| Vitor Rodrigues        | 09/03/1986 | Portugal     | Liberty Seguros |
| Rui Sousa              | 17/07/1976 | Portugal     | Liberty Seguros |
| Ricardo Vilela         | 18/12/1987 | Portugal     | Neoprofesional  |